# Cleistothrips idolothripoides
Cleistothrips idolothripoides är en insektsart som beskrevs av Bagnall 1932. Cleistothrips idolothripoides ingår i släktet Cleistothrips och familjen rörtripsar. Inga underarter finns listade i Catalogue of Life.